# Super Audio CD
SACD (англ. Super Audio Compact Disc) — компакт-диск нового покоління, винайдений, як і CD, фірмами Sony і Philips. При запису SACD використовується формат DSD, що теоретично дає неперевершену якість звучання.
Запис на SACD може містити від 1 до 6 звукових каналів. Для відтворення SACD потрібен спеціальний програвач, сумісний із цим форматом. На диску може бути додатковий CD (тільки стерео) шар для сумісності зі звичайними програвачами.
Існує три типи Super Audio CD:
- Гібридний (англ. Hybrid): найпопулярніший формат — містить «Red Book» шар, сумісний більшістю програвачів компакт-дисків, продубльований як «CD layer», і 4,7 GB SACD шар, продубльований як «HD layer.»
- Одношаровий (англ. Single-layer): Фізично подібний DVD-5, одношаровий SACD має обсяг 4,7 GB і не містить шару CD.
- Двошаровий (англ. Dual-layer): Фізично подібний DVD-9 DVD, включає два HD-шари і має обсяг 8,5 GB, без CD-шару. Цей тип використовується рідко.